# Portami quello che hai e prenditi quello che vuoi
Portami quello che hai e prenditi quello che vuoi (Les caprices de Marie) è un film di co-produzione francese e italiana del 1970, diretto da Philippe de Broca.

## Trama
La figlia di due proprietari di un bar, che vive in un villaggio francese, trascorre una vita serena e ama l'insegnante di una piccola scuola fino a quando non desidera vedere il vasto mondo. Un giorno lei riceve una lettera da New York dove è invitata a partecipare a un concorso di bellezza. Quando arriva a destinazione, scoprirà che un miliardario si è innamorato di lei: la sua vita cambia e costui, desiderando ricreare il clima e le abitudini del villaggio nella grande metropoli, fa "spostare" le costruzioni del villaggio fino agli Stati Uniti. Quando la fanciulla rientra in Francia, anche il villaggio torna dove è stato costruito.

## Produzione
Il film è stato girato a Dammartin-en-Serve, nel dipartimento di Yvelines, e a New York.

## Distribuzione
In Francia il film ebbe la sua prima proiezione il 25 febbraio 1970. In Italia il film ebbe il visto di censura n. 58.427 del 18 giugno 1971 per una lunghezza di 2.515 metri.